# Бочаров, Николай Николаевич
Николай Николаевич Бочаров (4 февраля 1930, Карамышево — 16 апреля 2020, Карамышево, Тульская область) — советский хозяйственный, государственный и политический деятель, Герой Социалистического Труда.

## Биография
Родился в 1930 году в селе Карамышево. Член КПСС.
С 1945 года — на хозяйственной, общественной и политической работе. В 1945—1990 гг. — рядовой работник на Тульском оружейном заводе, военнослужащий Советской Армии, бригадир тракторно-полеводческой бригады, начальник производственного участка колхоза «Новая жизнь» Щёкинского района Тульской области.
Указом Президиума Верховного Совета СССР от 23 июня 1966 года присвоено звание Героя Социалистического Труда с вручением ордена Ленина и золотой медали «Серп и Молот».
За увеличение производства высококачественных кормов, освоение и внедрение прогрессивных технологий и высокоэффективное использование техники был в составе коллектива удостоен Государственной премии СССР за выдающиеся достижения в труде 1984 года.
Жил в селе Карамышево.  Умер 16 апреля 2020 года.